# Come Clean (álbum)
Come Clean es el segundo álbum de la banda de post-grunge Puddle of Mudd lanzado el 28 de agosto de 2001. Muchos de los temas incluidos en este álbum son regrabaciones de temas de las entregas previas de la banda, "Stuck" y "Abrasive"

## Lista de canciones
Todas las canciones son de la autoría de Wesley Reid Scantlin excepto donde se acote
1. "Control" (Scantlin, Bradley Stewart) – 3:50
2. "Drift & Die" (Scantlin, Stewart) – 4:25
3. "Out of My Head" – 3:43
4. "Nobody Told Me" – 5:22
5. "Blurry" – 5:04
6. "She Hates Me" (Scantlin, Stewart) – 3:37
7. "Bring Me Down" – 4:03
8. "Never Change" – 3:59
9. "Basement" – 4:22
10. "Said" – 4:08
11. "Piss It All Away" – 5:39

Pistas adicionales
- "Abrasive" – 3:14
- "Control (Acoustic)" – 4:09